# Grand Prix cycliste de Montréal 2010
La 1re édition du Grand Prix cycliste de Montréal a lieu le 12 septembre 2010. Il s'agit de la 17e et dernière épreuve de l'UCI ProTour 2010 et de la 25e épreuve du Calendrier mondial UCI 2010. Avec le Grand Prix cycliste de Québec organisé deux jours plus tôt (le 10 septembre 2010), la course est l'une des deux seules épreuves ProTour organisées en Amérique du Nord.

## Équipes participantes
Les 18 équipes ProTour sont présentes sur cette course, ainsi que trois équipes continentales professionnelles invitées : BBox Bouygues Telecom, BMC Racing et Cofidis. Une sélection canadienne est mise en place en tant que 22e équipe.
| Num     | Équipe             |
| ------- | ------------------ |
| 1-8     | Garmin-Transitions |
| 11-18   | Euskaltel-Euskadi  |
| 21-28   | Rabobank           |
| 31-38   | Team RadioShack    |
| 41-48   | Liquigas-Doimo     |
| 51-58   | Quick Step         |
| 61-68   | Team Sky           |
| 71-78   | FDJ                |
| 81-88   | Team Saxo Bank     |
| 91-98   | Team Katusha       |
| 101-108 | AG2R La Mondiale   |

| Num     | Équipe                |
| ------- | --------------------- |
| 111-118 | Lampre-Farnese Vini   |
| 121-128 | Team HTC-Columbia     |
| 131-138 | Caisse d'Épargne      |
| 141-148 | Team Milram           |
| 151-158 | Astana                |
| 161-168 | Omega Pharma-Lotto    |
| 171-178 | Footon-Servetto       |
| 181-188 | BBox Bouygues Telecom |
| 191-198 | BMC Racing Team       |
| 201-208 | Cofidis               |
| 211-218 | Canada                |

## Classement final
|    | Cycliste            | Pays      | Équipe              |    | Temps           | Points UCI |
| -- | ------------------- | --------- | ------------------- | -- | --------------- | ---------- |
| 1  | Robert Gesink       | Pays-Bas  | Rabobank            | en | 4 h 58 min 22 s | 80         |
| 2  | Peter Sagan         | Slovaquie | Liquigas-Doimo      | +  | 4 s             | 60         |
| 3  | Ryder Hesjedal      | Canada    | Garmin-Transitions  |    | 4 s             | 50         |
| 4  | Haimar Zubeldia     | Espagne   | Team RadioShack     |    | 4 s             | 40         |
| 5  | Maxime Monfort      | Belgique  | Team HTC-Columbia   |    | 4 s             | 30         |
| 6  | Samuel Sánchez      | Espagne   | Euskaltel-Euskadi   |    | 9 s             | 22         |
| 7  | Leonardo Duque      | Colombie  | Cofidis             |    | 14 s            | 14         |
| 8  | Alexandre Botcharov | Russie    | Team Katusha        |    | 14 s            | 10         |
| 9  | Francesco Gavazzi   | Italie    | Lampre-Farnese Vini |    | 14 s            | 6          |
| 10 | Alessandro Ballan   | Italie    | BMC Racing          |    | 14 s            | 2          |

Meilleur grimpeur:  Ángel Madrazo (Caisse d'Épargne)
Meilleur canadien:  Ryder Hesjedal (Garmin-Transitions)
Cycliste le plus combatif:  Ryder Hesjedal (Garmin-Transitions)

## Liste des participants
| Garmin-Transitions GRM | Garmin-Transitions GRM  | Garmin-Transitions GRM |
| ---------------------- | ----------------------- | ---------------------- |
| No.                    | Coureur                 |                        |
| 1                      | Ryder Hesjedal (CAN)    |                        |
| 2                      | Steven Cozza (USA)      |                        |
| 3                      | Timothy Duggan (USA)    |                        |
| 4                      | Martijn Maaskant (NED)  |                        |
| 5                      | Danny Pate (USA)        |                        |
| 6                      | Peter Stetina (USA)     |                        |
| 7                      | Svein Tuft (CAN)        |                        |
| 8                      | Johan Vansummeren (BEL) |                        |

| Euskaltel-Euskadi EUS | Euskaltel-Euskadi EUS      | Euskaltel-Euskadi EUS |
| --------------------- | -------------------------- | --------------------- |
| No.                   | Coureur                    |                       |
| 11                    | Samuel Sánchez (ESP)       |                       |
| 12                    | Javier Aramendia (ESP)     |                       |
| 13                    | Jorge Azanza (ESP)         |                       |
| 14                    | Jonathan Castroviejo (ESP) |                       |
| 15                    | Gorka Izagirre (ESP)       |                       |
| 16                    | Miguel Mínguez (ESP)       |                       |
| 17                    | Alan Pérez (ESP)           |                       |
| 18                    | Rubén Pérez (ESP)          |                       |

| Rabobank RAB | Rabobank RAB             | Rabobank RAB |
| ------------ | ------------------------ | ------------ |
| No.          | Coureur                  |              |
| 21           | Robert Gesink (NED)      |              |
| 22           | Steven Kruijswijk (NED)  |              |
| 23           | Joost Posthuma (NED)     |              |
| 24           | Tom Stamsnijder (NED)    |              |
| 25           | Bram Tankink (NED)       |              |
| 26           | Maarten Tjallingii (NED) |              |
| 27           | Dennis van Winden (NED)  |              |
| 28           |                          |              |

| Team RadioShack RSH | Team RadioShack RSH      | Team RadioShack RSH |
| ------------------- | ------------------------ | ------------------- |
| No.                 | Coureur                  |                     |
| 31                  | Levi Leipheimer (USA)    |                     |
| 32                  | Janez Brajkovič (SLO)    |                     |
| 33                  | Christopher Horner (USA) |                     |
| 34                  | Markel Irizar (ESP)      |                     |
| 35                  | Tiago Machado (POR)      |                     |
| 36                  | Sérgio Paulinho (POR)    |                     |
| 37                  | Yaroslav Popovych (UKR)  |                     |
| 38                  | Haimar Zubeldia (ESP)    |                     |

| Liquigas-Doimo LIQ | Liquigas-Doimo LIQ   | Liquigas-Doimo LIQ |
| ------------------ | -------------------- | ------------------ |
| No.                | Coureur              |                    |
| 41                 | Ivan Basso (ITA)     |                    |
| 42                 | Valerio Agnoli (ITA) |                    |
| 43                 | Davide Cimolai (ITA) |                    |
| 44                 | Kristjan Koren (SLO) |                    |
| 45                 | Daniel Oss (ITA)     |                    |
| 46                 | Peter Sagan (SVK)    |                    |
| 47                 | Brian Vandborg (DEN) |                    |
| 48                 | Elia Viviani (ITA)   |                    |

| Quick Step QST | Quick Step QST            | Quick Step QST |
| -------------- | ------------------------- | -------------- |
| No.            | Coureur                   |                |
| 51             | Sylvain Chavanel (FRA)    |                |
| 52             | Dries Devenyns (BEL)      |                |
| 53             | Mauro Facci (ITA)         |                |
| 54             | Kevin Hulsmans (BEL)      |                |
| 55             | Jérôme Pineau (FRA)       |                |
| 56             | Francesco Reda (ITA)      |                |
| 57             | Kevin Seeldraeyers (BEL)  |                |
| 58             | Jurgen Van de Walle (BEL) |                |

| Team Sky SKY | Team Sky SKY               | Team Sky SKY |
| ------------ | -------------------------- | ------------ |
| No.          | Coureur                    |              |
| 61           | Edvald Boasson Hagen (NOR) |              |
| 62           | Kurt Asle Arvesen (NOR)    |              |
| 63           | Dario Cioni (ITA)          |              |
| 64           | Christopher Froome (GBR)   |              |
| 65           | Serge Pauwels (BEL)        |              |
| 66           | Morris Possoni (ITA)       |              |
| 67           | Chris Sutton (AUS)         |              |
| 68           | Davide Viganò (ITA)        |              |

| FDJ | FDJ                     | FDJ |
| --- | ----------------------- | --- |
| No. | Coureur                 |     |
| 71  | Sandy Casar (FRA)       |     |
| 72  | Anthony Geslin (FRA)    |     |
| 73  | Thibaut Pinot (FRA)     |     |
| 74  | Anthony Roux (FRA)      |     |
| 75  | Jérémy Roy (FRA)        |     |
| 76  | Wesley Sulzberger (AUS) |     |
| 77  | Jussi Veikkanen (FIN)   |     |
| 78  |                         |     |

| Team Saxo Bank SAX | Team Saxo Bank SAX         | Team Saxo Bank SAX |
| ------------------ | -------------------------- | ------------------ |
| No.                | Coureur                    |                    |
| 81                 | Jens Voigt (GER)           |                    |
| 82                 | Matti Breschel (DEN)       |                    |
| 83                 | Laurent Didier (LUX)       |                    |
| 84                 | Jakob Fuglsang (DEN)       |                    |
| 85                 | Michael Mørkøv (DEN)       |                    |
| 86                 | Chris Anker Sørensen (DEN) |                    |
| 87                 | Nicki Sørensen (DEN)       |                    |
| 88                 | André Steensen (DEN)       |                    |

| Team Katusha KAT | Team Katusha KAT          | Team Katusha KAT |
| ---------------- | ------------------------- | ---------------- |
| No.              | Coureur                   |                  |
| 91               | Alexandre Botcharov (RUS) |                  |
| 92               | Marco Bandiera (ITA)      |                  |
| 93               | László Bodrogi (FRA)      |                  |
| 94               | Nikita Eskov (RUS)        |                  |
| 95               | Mikhaylo Khalilov (UKR)   |                  |
| 96               | Luca Mazzanti (ITA)       |                  |
| 97               | Evgueni Petrov (RUS)      |                  |
| 98               | Eduard Vorganov (RUS)     |                  |

| AG2R La Mondiale ALM | AG2R La Mondiale ALM | AG2R La Mondiale ALM |
| -------------------- | -------------------- | -------------------- |
| No.                  | Coureur              |                      |
| 101                  | John Gadret (FRA)    |                      |
| 102                  | Julien Bérard (FRA)  |                      |
| 103                  | Maxime Bouet (FRA)   |                      |
| 104                  | Cyril Dessel (FRA)   |                      |
| 105                  | Ben Gastauer (LUX)   |                      |
| 106                  | Yuriy Krivtsov (UKR) |                      |
| 107                  | David Le Lay (FRA)   |                      |
| 108                  | Julien Loubet (FRA)  |                      |

| Lampre-Farnese Vini LAM | Lampre-Farnese Vini LAM | Lampre-Farnese Vini LAM |
| ----------------------- | ----------------------- | ----------------------- |
| No.                     | Coureur                 |                         |
| 111                     | Damiano Cunego (ITA)    |                         |
| 112                     | Alfredo Balloni (ESP)   |                         |
| 113                     | Francesco Gavazzi (ITA) |                         |
| 114                     | Enrico Magazzini (ITA)  |                         |
| 115                     | David Loosli (ITA)      |                         |
| 116                     | Simone Ponzi (ITA)      |                         |
| 117                     | Simon Špilak (SLO)      |                         |
| 118                     | Diego Ulissi (ITA)      |                         |

| Team HTC-Columbia THR | Team HTC-Columbia THR | Team HTC-Columbia THR |
| --------------------- | --------------------- | --------------------- |
| No.                   | Coureur               |                       |
| 121                   | Maxime Monfort (BEL)  |                       |
| 122                   | Gert Dockx (BEL)      |                       |
| 123                   | Patrick Gretsch (USA) |                       |
| 124                   | Adam Hansen (AUS)     |                       |
| 125                   | Craig Lewis (USA)     |                       |
| 126                   | František Raboň (CZE) |                       |
| 127                   | Vicente Reynés (ESP)  |                       |
| 128                   | Michael Rogers (AUS)  |                       |

| Caisse d'Épargne GCE | Caisse d'Épargne GCE          | Caisse d'Épargne GCE |
| -------------------- | ----------------------------- | -------------------- |
| No.                  | Coureur                       |                      |
| 131                  | Pablo Lastras (ESP)           |                      |
| 132                  | Arnaud Coyot (FRA)            |                      |
| 133                  | José Iván Gutiérrez (ESP)     |                      |
| 134                  | Ángel Madrazo (ESP)           |                      |
| 135                  | Alberto Losada (ESP)          |                      |
| 136                  | Francisco Pérez Sánchez (ESP) |                      |
| 137                  | Mathieu Perget (FRA)          |                      |
| 138                  | José Joaquín Rojas (ESP)      |                      |

| Team Milram MRM | Team Milram MRM       | Team Milram MRM |
| --------------- | --------------------- | --------------- |
| No.             | Coureur               |                 |
| 141             | Gerald Ciolek (GER)   |                 |
| 142             | Linus Gerdemann (GER) |                 |
| 143             | Christian Knees (GER) |                 |
| 144             | Dominik Nerz (GER)    |                 |
| 145             | Luke Roberts (AUS)    |                 |
| 146             | Fabian Wegmann (GER)  |                 |
| 147             | Peter Wrolich (AUT)   |                 |
| 147             |                       |                 |

| Astana AST | Astana AST                    | Astana AST |
| ---------- | ----------------------------- | ---------- |
| No.        | Coureur                       |            |
| 151        | Paolo Tiralongo (ITA)         |            |
| 152        | Yevgeniy Nepomnyachshiy (KAZ) |            |
| 153        | David de la Fuente (ESP)      |            |
| 154        | Maxim Gourov (KAZ)            |            |
| 155        | Andriy Grivko (UKR)           |            |
| 156        | Roman Kireyev (KAZ)           |            |
| 157        | Mirko Selvaggi (ITA)          |            |
| 158        | Gorazd Štangelj (SLO)         |            |

| Omega Pharma-Lotto OLO | Omega Pharma-Lotto OLO  | Omega Pharma-Lotto OLO |
| ---------------------- | ----------------------- | ---------------------- |
| No.                    | Coureur                 |                        |
| 161                    | Matthew Lloyd (AUS)     |                        |
| 162                    | Christophe Brandt (BEL) |                        |
| 163                    | Francis De Greef (BEL)  |                        |
| 164                    | Michiel Elijzen (NED)   |                        |
| 165                    | Jonas Ljungblad (SWE)   |                        |
| 166                    | Daniel Moreno (ESP)     |                        |
| 167                    | Staf Scheirlinckx (BEL) |                        |
| 168                    | Charles Wegelius (GBR)  |                        |

| Footon-Servetto FOT | Footon-Servetto FOT            | Footon-Servetto FOT |
| ------------------- | ------------------------------ | ------------------- |
| No.                 | Coureur                        |                     |
| 171                 | Markus Eibegger (AUT)          |                     |
| 172                 | Ermanno Capelli (ITA)          |                     |
| 173                 | Félix Vidal Celis (ESP)        |                     |
| 174                 | Marco Corti (ITA)              |                     |
| 175                 | Arkaitz Durán (ESP)            |                     |
| 176                 | Fabio Felline (ITA)            |                     |
| 177                 | Noé Gianetti (SUI)             |                     |
| 178                 | David Gutiérrez Palacios (ESP) |                     |

| BBox Bouygues Telecom BBO | BBox Bouygues Telecom BBO | BBox Bouygues Telecom BBO |
| ------------------------- | ------------------------- | ------------------------- |
| No.                       | Coureur                   |                           |
| 181                       | Thomas Voeckler (FRA)     |                           |
| 182                       | Yukiya Arashiro (JPN)     |                           |
| 183                       | Anthony Charteau (FRA)    |                           |
| 184                       | Pierrick Fédrigo (FRA)    |                           |
| 185                       | Cyril Gautier (FRA)       |                           |
| 186                       | Yohann Gène (FRA)         |                           |
| 187                       | Laurent Lefèvre (FRA)     |                           |
| 188                       | Sébastien Turgot (FRA)    |                           |

| BMC Racing BMC | BMC Racing BMC           | BMC Racing BMC |
| -------------- | ------------------------ | -------------- |
| No.            | Coureur                  |                |
| 191            | Alessandro Ballan (ITA)  |                |
| 192            | Chad Beyer (USA)         |                |
| 193            | Brent Bookwalter (USA)   |                |
| 194            | George Hincapie (USA)    |                |
| 195            | Karsten Kroon (NED)      |                |
| 196            | Jeff Louder (USA)        |                |
| 197            | Mauro Santambrogio (ITA) |                |
| 198            | Danilo Wyss (SUI)        |                |

| Cofidis COF | Cofidis COF            | Cofidis COF |
| ----------- | ---------------------- | ----------- |
| No.         | Coureur                |             |
| 201         | Damien Monier (FRA)    |             |
| 202         | Stéphane Augé (FRA)    |             |
| 203         | Mickaël Buffaz (FRA)   |             |
| 204         |                        |             |
| 205         | Leonardo Duque (COL)   |             |
| 206         | Julien El Fares (FRA)  |             |
| 207         | Sébastien Minard (FRA) |             |
| 208         | Amaël Moinard (FRA)    |             |

| Canada CAN | Canada CAN              | Canada CAN |
| ---------- | ----------------------- | ---------- |
| No.        | Coureur                 |            |
| 211        | Dominique Rollin (CAN)  |            |
| 212        | Guillaume Boivin (CAN)  |            |
| 213        | Charles Dionne (CAN)    |            |
| 214        | Keven Lacombe (CAN)     |            |
| 215        | Rob Britton (CAN)       |            |
| 216        | François Parisien (CAN) |            |
| 217        | Will Routley (CAN)      |            |
| 218        | Ryan Anderson (CAN)     |            |